# Bernhard von Cotta
Carl Bernhard von Cotta (ur. 24 października 1808 w Klein-Zillbach, zm. 14 września 1879 we Freibergu) – niemiecki geolog.
Syn leśnika Heinricha Cotty. W latach 1827-1831 studiował górnictwo w Technische Universität Bergakademie Freiberg i nauki przyrodnicze na Uniwersytecie w Heidelbergu, gdzie w 1832 roku uzyskał doktorat. Od wiosny 1839 do jesieni 1842 pracował jako sekretarz Akademii Leśnictwa i Rolnictwa Tharandt. W 1842 został profesorem geologii i nauk o złożach we Freibergu, gdzie pracował do 1874 roku. Na jego cześć nazwano jeden z grzbietów na powierzchni Księżyca o długości około 199 km. Jest to tzw. dorsum Von Cotta.

## Ważniejsze dzieła
- Die Dendrolithen in Beziehung auf ihren inneren Bau: mit zwanizig Steindrucktafeln (1832)
- Erzlagerstätten im Banat und in Serbien (1864)
- Die gesteinslehre (1862)
- Geologische Fragen (1858)